# La Vallée (Film)
La Vallée ist ein französischer Film von Barbet Schroeder aus dem Jahr 1972. Das Drama erzählt die Geschichte einer jungen Frau, die auf der Suche nach dem Paradies ist und dies schließlich unter Stammesangehörigen in den Wäldern Neuguineas zu finden scheint.

## Handlung
Viviane ist die Frau eines französischen Diplomaten in Melbourne. Sie schließt sich einer Gruppe von Forschern an, die auf Entdeckungsreise nach einem unbekannten, wolkenverhangenen Tal in den Wäldern von Neuguinea aufbricht. Ziel der Forschungsreise ist das Finden und Sammeln von Federn eines extrem seltenen exotischen Vogels. Auf dem Weg durch den dichten Dschungel erreichen sie die Spitze des Mount Giluwe, wo sie auf den Mapuga-Stamm, eines der am stärksten isolierten Völker der Erde, treffen. Die Mapuga inspirieren die Forschergruppe, ihre eigene Menschlichkeit zu erkunden, frei von ihren Vorstellungen von Zivilisation und Gesellschaft. Die ursprüngliche Suche nach dem Vogel entwickelt sich zu einer Suche nach einem Paradies, das in einer Karte von 1969 mit der Notiz Verdeckt durch eine Wolke gekennzeichnet ist.

## Trivia
Die Gruppe Pink Floyd komponierte den Soundtrack zum Film. Durch einen Streit mit der Produktionsfirma entschied sich die Gruppe nach Produktionsende, den Filmtitel La Vallée nicht auf ihrem Album zu erwähnen und stattdessen den Titel Obscured by Clouds, ein Zitat aus dem Film, zu nutzen. Als Konsequenz wählten die Produzenten Obscured by Clouds als Untertitel, um einen Zusammenhang zur populären Band herzustellen.
Im Film Die Hölle der lebenden Toten ist Material aus La Vallée zu sehen.

## Rezeption
59 % der Benutzer auf Rotten Tomatoes gaben an, den Film zu mögen. Er erhielt eine durchschnittliche Bewertung von 3,4/5 Punkten.
In der Internet Movie Database erhielt der Film bisher in 820 Bewertungen durchschnittlich 6,5 von 10 Punkten (Stand: 13. September 2016).